# 姬雉螺
姬雉螺（学名：Phasianella modesta），是原始腹足目雉螺科雉螺属的一种。主要分布于台湾，常栖息在潮间带岩礁。